# Opherdicke
Opherdicke (gesprochen: Op-Herdicke) ist ein Ortsteil der westfälischen Gemeinde Holzwickede, Kreis Unna.

## Lage
Opherdicke liegt im Osten der Gemeinde Holzwickede.

## Nachbargemeinden
Opherdicke grenzte im Jahr 1967, im Nordwesten beginnend im Uhrzeigersinn, an die Gemeinden Holzwickede, Billmerich, Altendorf und Hengsen (alle im Kreis Unna).

## Geschichte

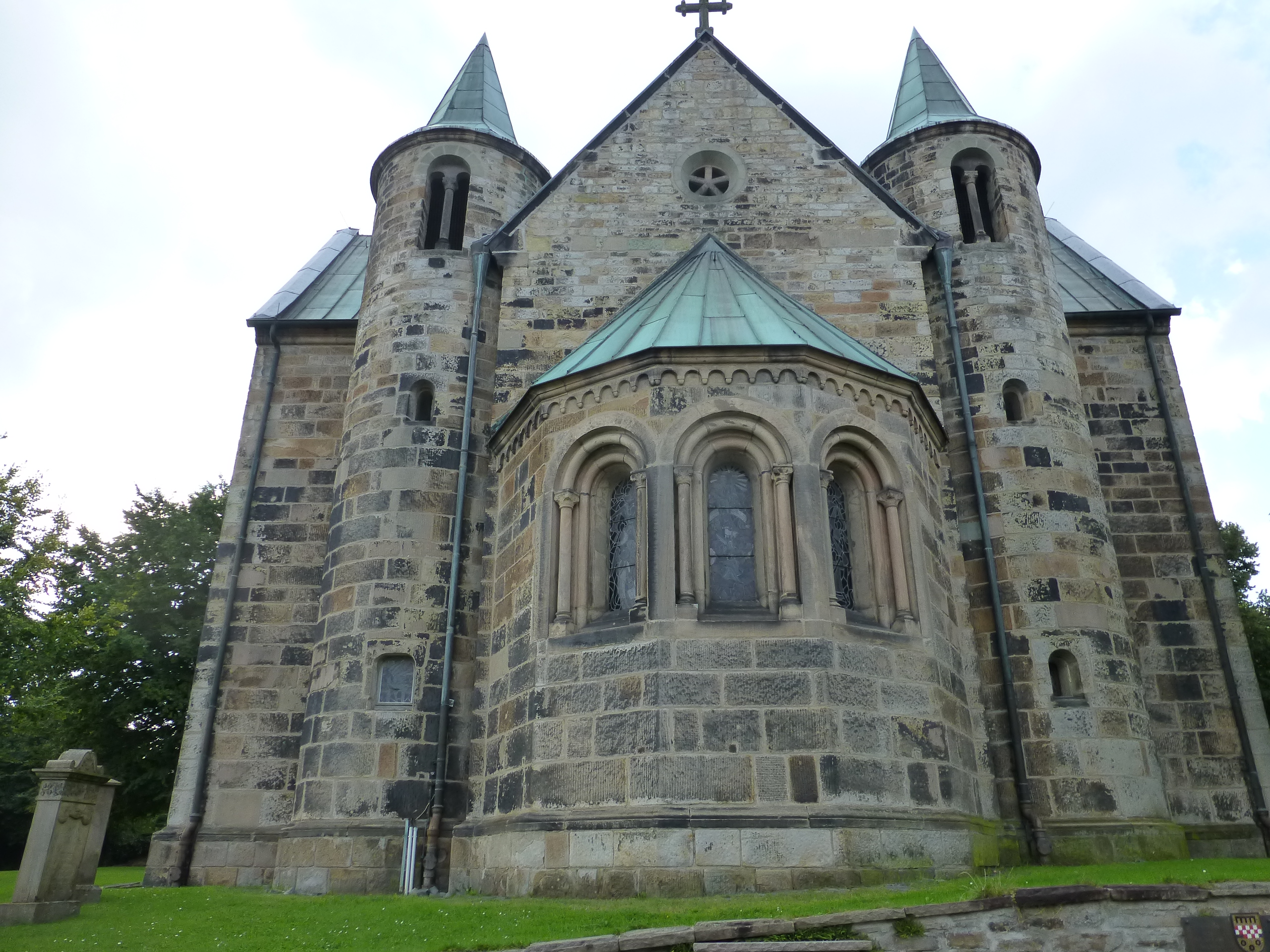
Evangelische Kirche

Eine Besiedlung in Opherdicke ist seit 950 n. Chr. überliefert. Die Evangelische Kirche in Opherdicke wurde von 1120 bis 1150 im Stil der Romanik aus Anröchter Grünsandstein erbaut. In den Jahren 1868–1870 wurde ein neuromanischer Erweiterungsbau errichtet. Er umfasste im Osten ein Querhaus, den Chor mit Apsis und Apsisflankentürmen aus Westhofener Sandstein. Bis 1861 befanden sich rund um die Kirche die Begräbnisstätten aller Gemeindemitglieder von Opherdicke und den umliegenden Bauerschaften. Im Osten der Kirche stehen noch drei alte Grabsteine aus jener Zeit.
Erstmals wurde 1702 eine kleine katholische Kirche eingeweiht, die gleichzeitig Grabkirche für die Besitzer des Hauses Opherdicke war. Die Grabplatten im Innern des Kirchturms zeugen davon. 1893 wurde unter Beibehaltung des alten Kirchturms die jetzige Pfarrkirche „St. Stephanus“ errichtet. Der katholische Friedhof wurde 1849 angelegt. Unter Denkmalschutz steht das Erbbegräbnis der Familie von Lilien links am Eingang zum Friedhof mit seiner zum Teil historischen Umfassung und Grabplatten aus der Zeit von 1877 bis 1912.
Die Gemeinde Opherdicke gehörte bei der Errichtung der Ämter in der preußischen Provinz Westfalen zum Amt Aplerbeck im Kreis Dortmund. Am 1. April 1887 wechselte sie in den neugebildeten Kreis Hörde. Als dieser am 1. August 1929 aufgelöst wurde, kam Hengsen zum Landkreis Hamm. Dieser wurde im Oktober 1930 in Kreis Unna umbenannt. Am 1. Januar 1968 wurden Hengsen und Opherdicke nach Holzwickede eingemeindet.

### Wappen
| Wappen der ehemaligen Gemeinde Opherdicke, Kreis Unna | Blasonierung: „In Gold (Gelb) ein in drei Reihen von Rot und Silber (Weiß) geschachter Balken; im Schildhaupt ein fünflätziger schwarzer Turnierkragen, im Schildfuß drei 2:1 gestellte schwarze Ringe.“ |
| Wappen der ehemaligen Gemeinde Opherdicke, Kreis Unna | Wappenbegründung: Das Wappen wurde am 1. Juni 1938 vom Oberpräsidenten der Provinz Westfalen genehmigt. Der Schachbalken entstammt dem Wappen der Grafen von der Mark, frühere Landesherren über das Gemeindegebiet. Der Turnierkragen und die drei Ringe entstammen dem Wappen der Herren von Opherdicke (von Herike). |

## Einwohnerentwicklung
| Jahr | Einwohner |
| ---- | --------- |
| 1931 | 0593      |
| 1956 | 0770      |
| 1961 | 0834      |
| 1967 | 0784      |
| 1987 | 1289      |

## Sehenswürdigkeiten
In Opherdicke befinden sich sehr viele Holzwickeder Baudenkmäler auf engem Raum. Daher lohnt sich neben der Besichtigung der unten aufgeführten einzelnen Bauten insbesondere ein Spaziergang von der evangelischen Kirche über die Dorfstraße zur katholischen Kirche, über deren Friedhof mit der Grabstelle der Familie von Lilien-Opherdicke und anschließend zum Haus Opherdicke.
- Haus Opherdicke
- Alte romanische Kirche
- Kath. Kirche im neugotischen Stil

## Verkehr
Die Landesstraße L 678 verbindet Opherdicke mit Hengsen, Unna, Königsborn und Kamen. Die Kreisstraße K 29 führt nach Holzwickede.

## Söhne und Töchter
- Julius Bergmann (1839–1904), Philosoph
- Hermann Strathmann (1882–1966), evangelischer Theologe und Politiker
- Beda Vickermann (1934–2015), römisch-katholischer Ordensgeistlicher und Missionar

## Bilder

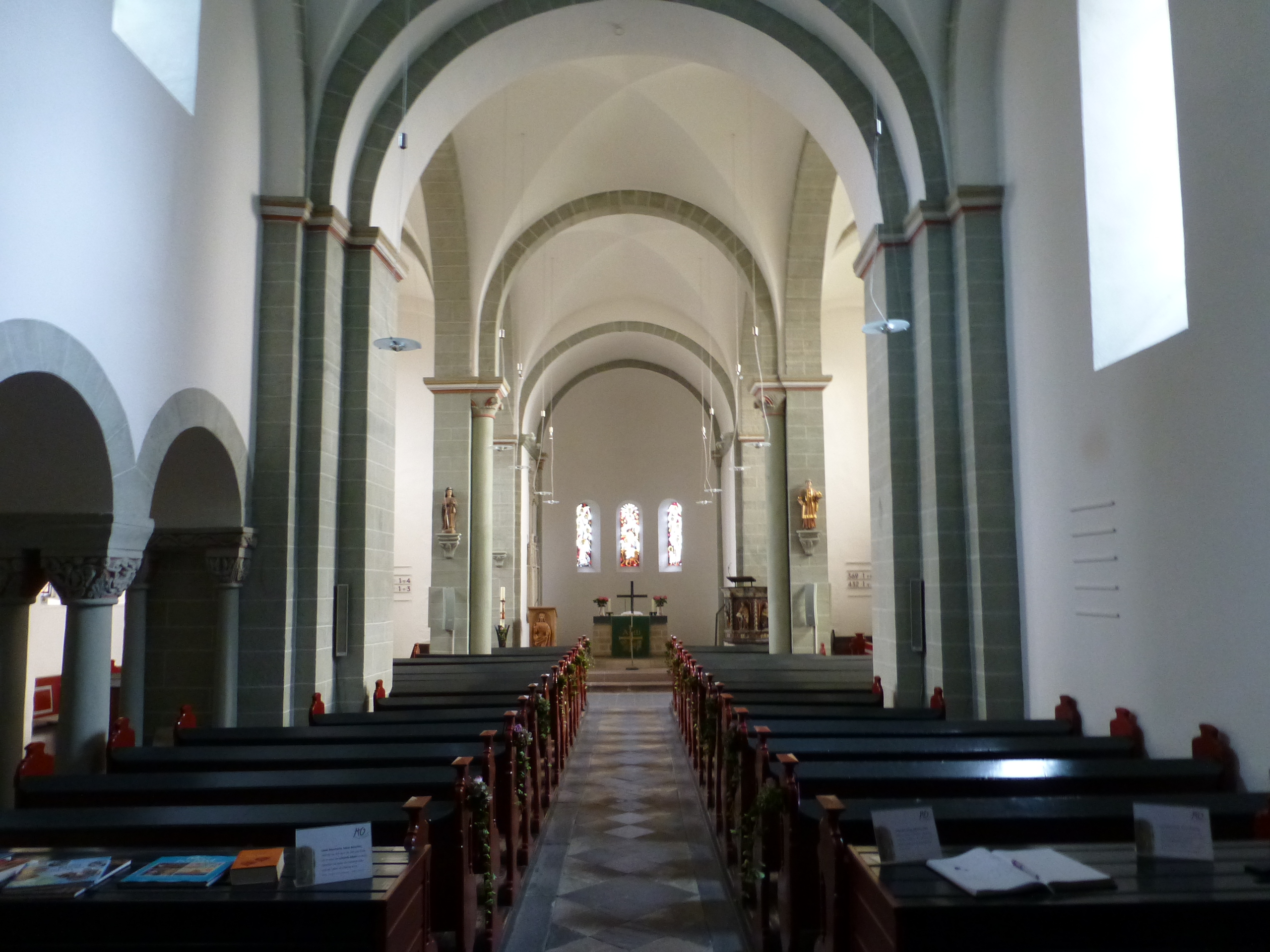
Romanische Rundbögen in der evangelischen Kirche
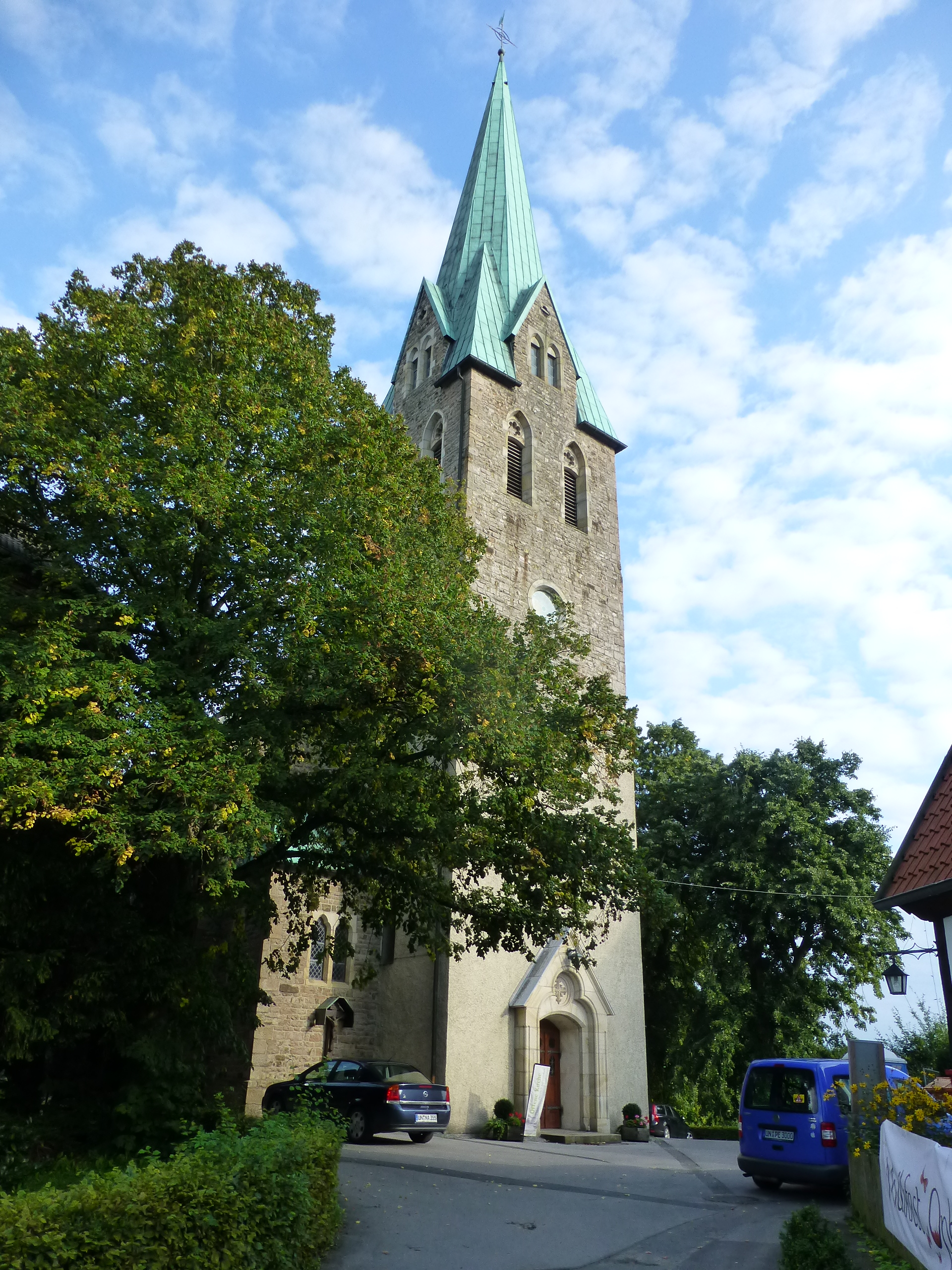
Katholische Kirche „St. Stephanus“ von 1893
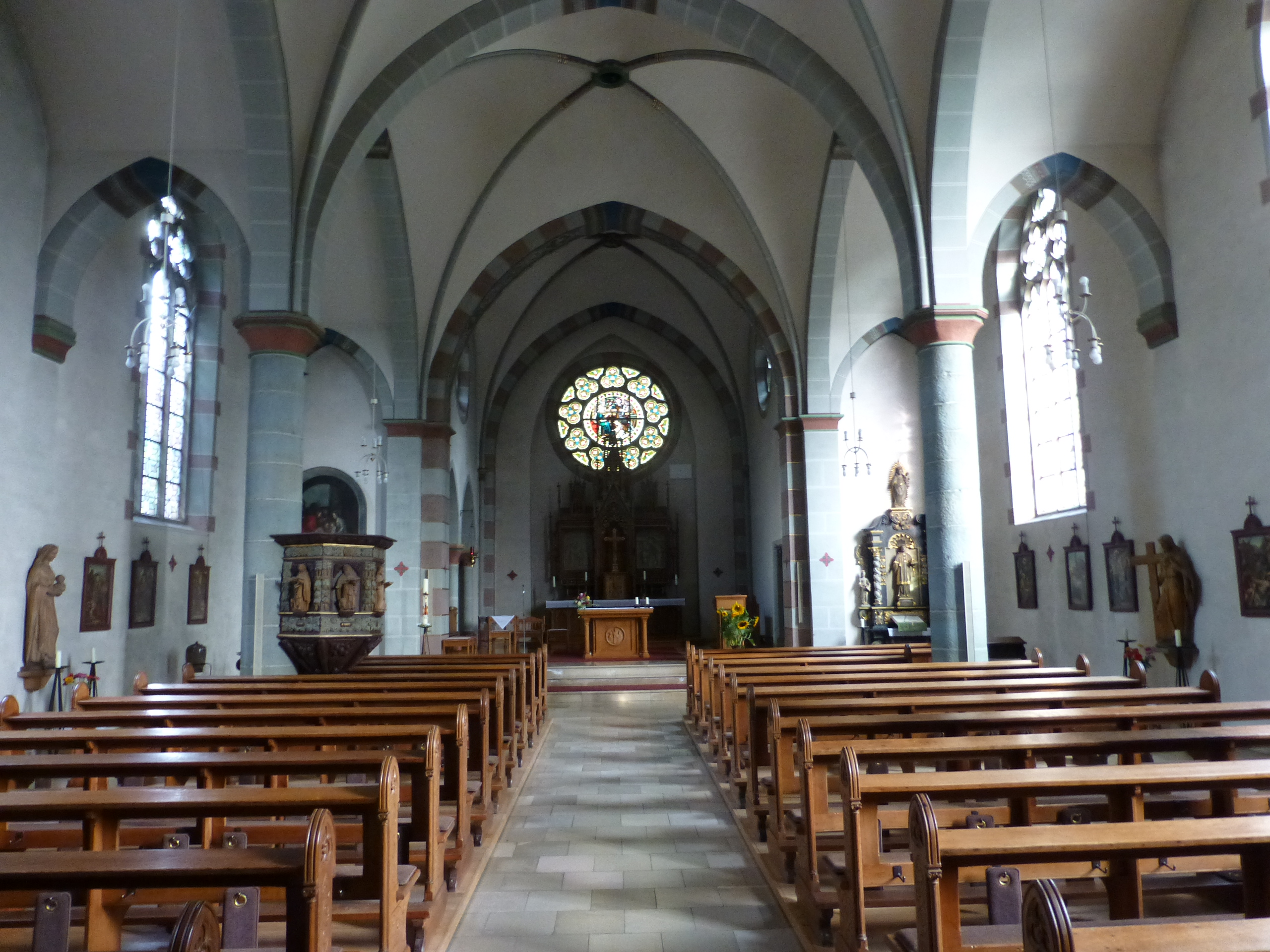
Inneres der katholischen Kirche im neugotischen Stil
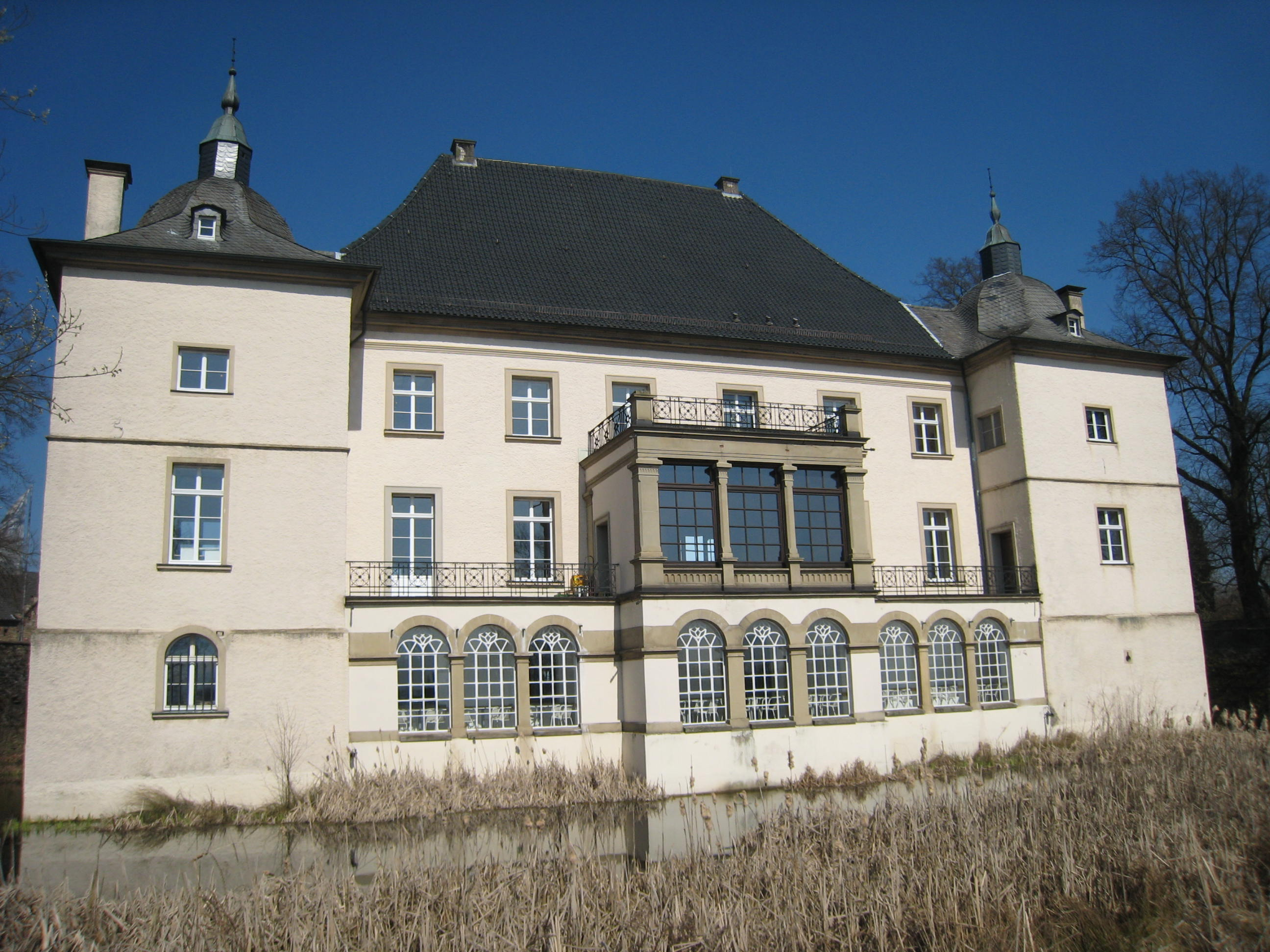
Haus Opherdicke (Südansicht)